# Licky Licky
"Licky Licky" es una canción del grupo danés de eurodance Crispy como el segundo sencillo de su álbum debut, The Game. La canción lanzada en 1998 logró un gran rendimiento en toda Escandinavia, alcanzando el número 12. en Dinamarca y 35. en Noruega. El sencillo también tuvo mucho éxito en el continente asiático, pasando seis semanas consecutivas en el puesto número 1.

## Video musical
El video musical fue grabado en Alemania en MTV Europe Studios y dirigido por Kai Matthiese, famoso por su trabajo con el Sr. Presidente, Scatman, etc. El video comienza cuando Mette ingresa a un entorno tipo cocina con vista al mar y recoge una crujiente caja serial que contiene dos miniaturas humanas (que en realidad son christian y mads) junto con frutas como mango, fresa, piña, coco y kiwi, que cobra vida después de ser lamido por mette. Al final del video musical, todo vuelve a la normalidad.